# Żandarm i kosmici
Żandarm i kosmici (fr. Le Gendarme et les extra-terrestres) – francuska komedia z 1979, z Louisem de Funèsem w roli głównej. Piąta część serii o żandarmie.

## Fabuła
W pobliżu Saint-Tropez pojawia się latający talerz. Świadkiem lądowania spodka jest sierżant Ludovic Cruchot. Odkrywa on, że kosmici potrafią bliźniaczo upodabniać się do spotkanych osób. Niebawem każdy z policjantów ma swego sobowtóra, co wywołuje lawinę nieporozumień. Obcych można rozpoznać tylko po tym, że piją oliwę i wydają metaliczny dźwięk przy uderzeniu. Cruchot sprawdza wszystkich turystów na plaży, by znaleźć przybyszów. Tutaj kosmitkami okazały się opalające się dziewczyny.
Sierżant Cruchot podczas badania wbił nóż w pośladek pułkownika, za co został karnie uwięziony.
Ucieka z aresztu i działa z ukrycia. Ukrywa się w klasztorze pod opieką znajomej zakonnicy.
Później powraca na komisariat policji. Podczas próby schwytania kosmitów w restauracji policjanci odkrywają, że po zmoczeniu wodą, obcy natychmiast rdzewieją. Urządzają polowanie wykorzystując fałszywy talerz i oblewają wodą kosmitów, ale potem odlatują prawdziwym UFO.
Ostatni kosmici w przebraniu policjantów biorą udział w defiladzie lecz w końcu padają. Dzielni policjanci wracają do miasteczka jako bohaterowie.

## Obsada
- Louis de Funès jako st. wachm. Ludovic Cruchot
- Michel Galabru jako chor. Jérôme Gerber
- Maurice Risch jako żand. Beaupied
- Jean-Pierre Rambal jako żand. Taupin
- Guy Grosso jako żand. Tricard
- Michel Modo jako żand. Berlicot
- France Rumilly jako siostra przełożona

W 2016 w budynku, w którym nagrywane było pięć pierwszych filmów z serii, otwarte zostało Muzeum Żandarmerii i Kina.